# Giovanni Bizzelli
Giovanni Bizzelli (1556 – 1612) byl florentský malíř.
Jako spoupracovník Alloriho spolupracoval na výzdobě koridoru v Uffizi, kde pomáhal Tempestovi v realizaci groteskních fresek.

## Dílo
- Oplakávání Krista, Pieve di Sant'Ippolito, Vernio
- Korunovace Panny (1600), klášter San Giovanni Evangelista, Pratovecchio
- fresky v kostele Santa Maria Maddalena de' Pazzi, Borgo Pinti, Florencie
- Křest svatého Augustina (1603), kostel Sant'Agostino, Prato
- Svatý Macario na trůnu se svatými (1585-1590), kostel Sant'Angelo a Lecore, Signa
- Letnice (~1590), kostel San Pietro a Grignano, Prato.
- Martyrium svaté Agáty, kostel Sant'Agata, Florencie